# Liptovská Mara

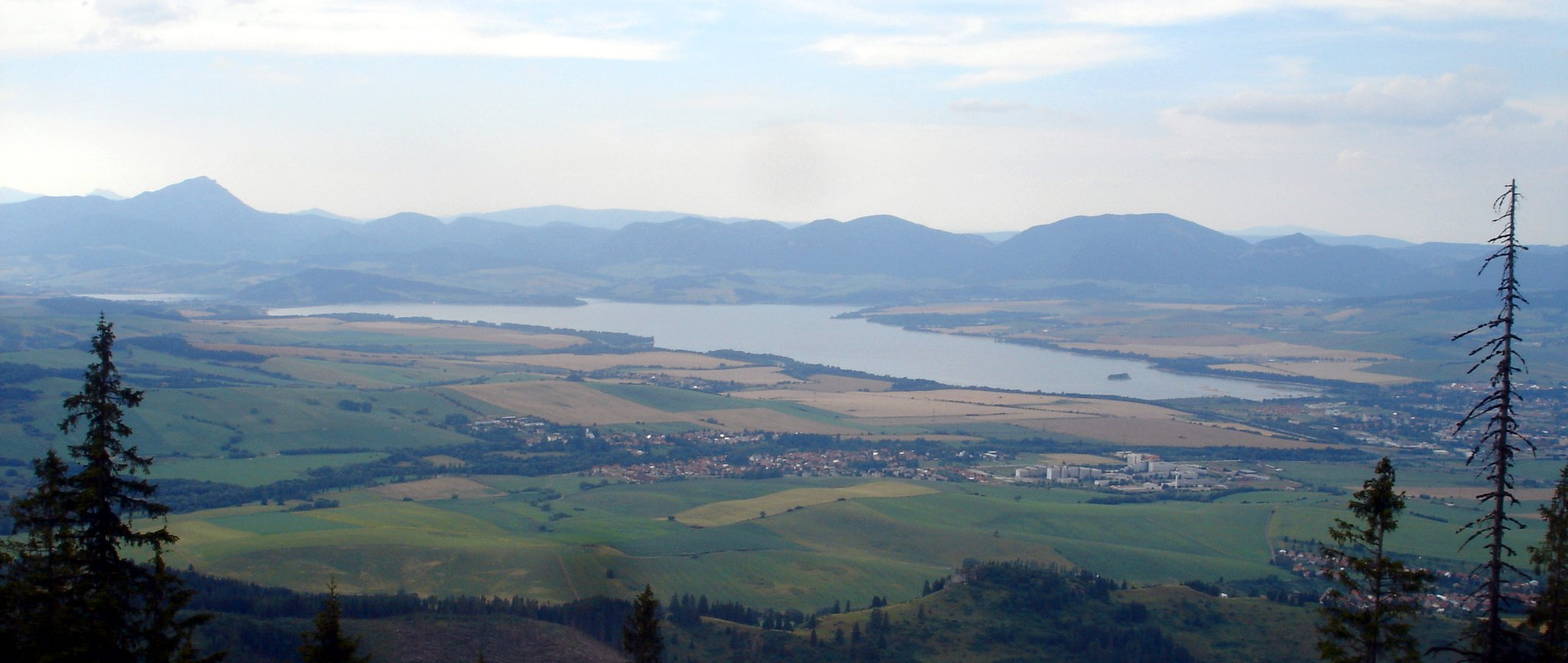
Liptovská Mara van Lage Tatra (vanuit het zuiden)

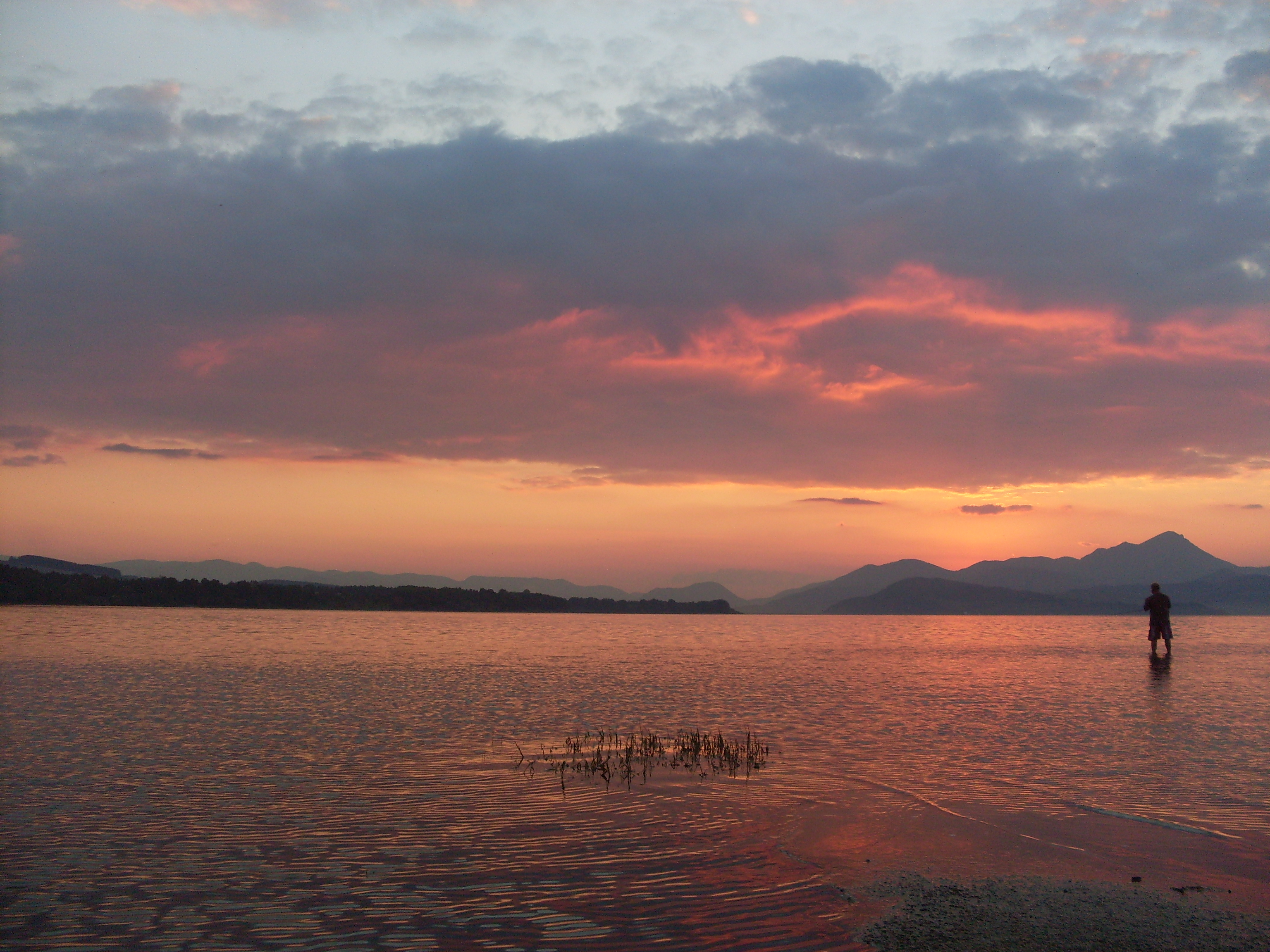
Liptovská Mara

Kaart van de Liptovská Mara, met oude nederzettingen en het pad van de weg en de spoorlijn gemarkeerd

Liptovská Mara is een stuwmeer in het noorden van Slowakije, aan de rivier de Váh bij Liptovský Mikuláš, in de regio Liptov. De dam is genoemd naar een van de overstroomde dorpen. 
Dit meer is aangelegd in 1965–1975. De oppervlakte van het reservoir is 22 km², maximale diepte is 45 m en de capaciteit is 360 miljoen m³. Tijdens de bouw werden negen dorpen onder water gezet en werd een grote spoorlijn en weg verplaatst. Deze dam heeft vooral tot doel overstromingen te voorkomen, maar wekt ook elektriciteit op. 
Tegenwoordig wordt de dam gebruikt voor recreatie. Het gereconstrueerde Keltische oppidum Havránok ligt op een heuvel boven de dam. 